# Lambertia propinqua
Lambertia propinqua är en tvåhjärtbladig växtart som beskrevs av Robert Brown. Lambertia propinqua ingår i släktet Lambertia och familjen Proteaceae. Inga underarter finns listade i Catalogue of Life.